# Wiener Porzellan-Manufaktur Josef Böck
Die Wiener Porzellan-Manufaktur J. Böck, ursprünglich Wiener Porzellan-Manufactur Jos. Böck, war eine Porzellanmanufaktur, die mit Entwürfen der Wiener-Werkstätte-Künstler wie Josef Hoffmann, Kolo Moser und Emanuel Josef Margold bekannt wurde.

## Mitarbeiter
Folgende künstlerische Mitarbeiter waren im Lauf der Zeit für die „Wiener Porzellan-Manufaktur Josef Böck“ tätig: H. Alber, Gertrud Bartl, Hans Bolek, Frieda Dörfler, Heinrich Fries, Charles Gallé, Remigius Geyling, Rudolf Hammel, Guido Heigl, G. Hellmuth, Minna Hillischer, Josef Hoffmann, A. Hofmann, Hudec, E. Kaitna, Gustav Kalhammer, Kalmsteiner, Rudolf Kowarzik, Antoinette Krasnik, Rose Krenn, Maria Likarz, Bertold Löffler, Fritzi Löw, Franz Maier, Emanuel Josef Margold, Karl Massanetz, Bruno Mauder, Kolo Moser, R. Müller, Dagobert Peche, Alexander Pfohl, Angela Piotrowska, Johanna Poller-Hollmann, Michael Powolny, Otto Prutscher, Marie Schmid, Viktor Schufinsky, Friedrich Siegert, Jutta Sika, Therese Trethan, Josef Urban, Vally Wieselthier, Carl Witzmann, Julius Zimpel und Ugo Zovetti.